# Georgios Metallinos

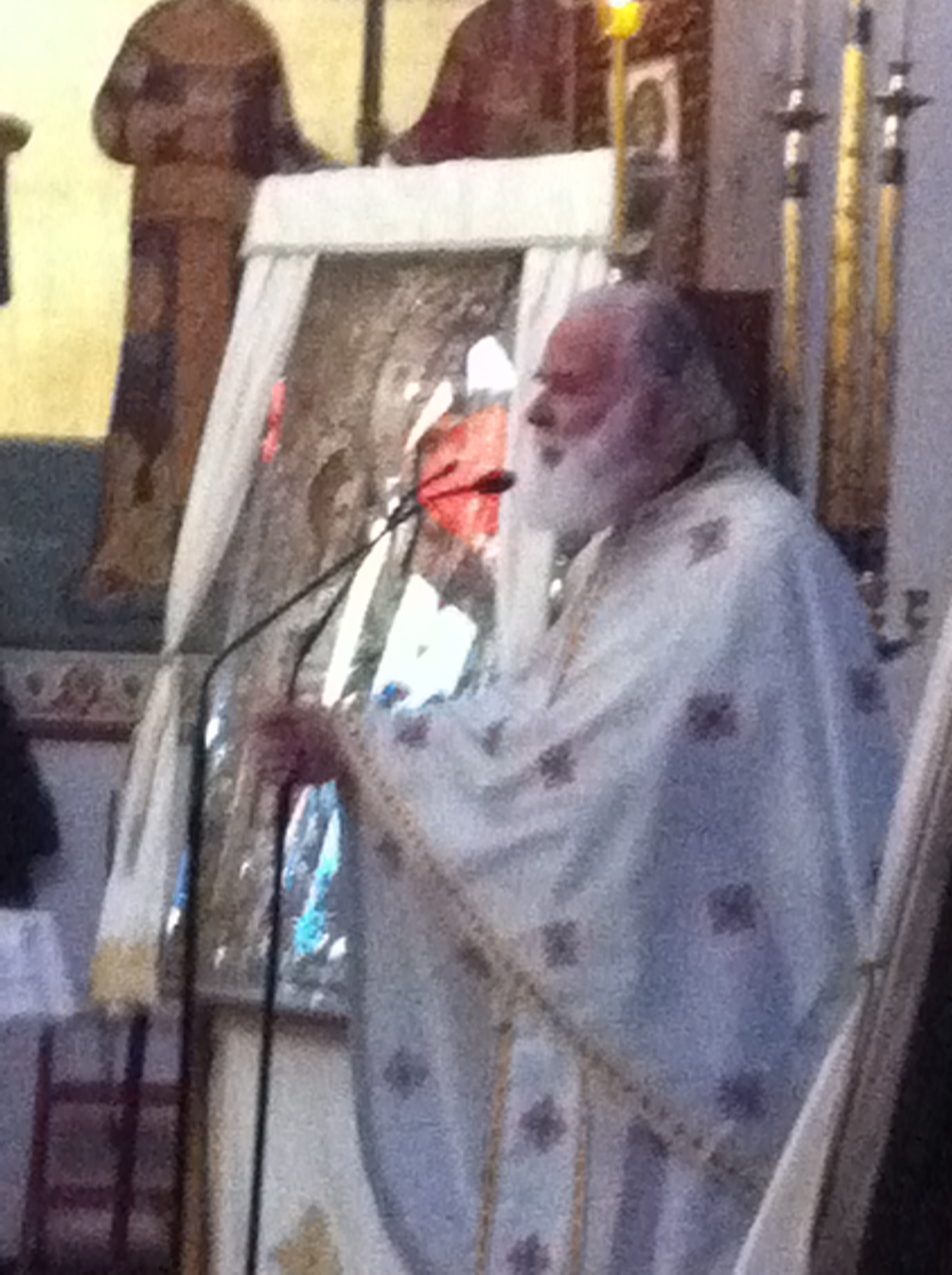
George Metallinos (2012)

Georgios Metallinos (griechisch Γεώργιος Μεταλληνός, meist mit dem Namenszusatz patir πατήρ ‚Vater‘; * 11. März 1940 in Korfu, Griechenland; † 19. Dezember 2019) war ein griechischer Theologe, Priester, Historiker, Autor und Universitätsprofessor.

## Leben
Metallinos wurde im Jahr 1940 in Korfu geboren, wo er auch das Gymnasium beendete. Er absolvierte an der Universität Athen die Studiengänge Theologie (1962) und klassische Philologie (1967). Nach seinem Militärdienst (1963–1965) wurde er dort als wissenschaftlicher Assistent am Fachbereich für Patristik tätig. Die Jahre 1969 bis 1975 verbrachte er in Deutschland, wo er sich in Bonn und Köln einem Aufbaustudium widmete. Während dieser Zeit betrieb er auch Archivforschung in England. Im Jahr 1971 wurde er in Deutschland zum Kleriker geweiht und erlangte den akademischen Grad Doktor der Theologie an der Universität Athen sowie Doktor der Philosophie und Geschichte an der Universität Köln.
Im Jahr 1984 wurde er Professor am Fachbereich für Theologie der Universität Athen. Dort unterrichtete er die Fächer Geschichte der Geistlichkeit im nachbyzantinischen Zeitalter, Geschichte und Theologie des Gottesdienstes und Byzantinische Geschichte. Er diente von 2004 bis 2007, als er emeritiert wurde, als Dekan des Fachbereiches für Theologie.
Metallinos trug den geistlichen Titel eines protopresbyteros (πρωτοπρεσβύτερος, ‚Erzpriester‘).

## Bibliographie (Auswahl)
Georgios  Metallinos hat mehr als 40 Bücher veröffentlicht.
Griechisch (Titel ins Deutsche übersetzt): 
- Erzpriester John S. Romanides, ISBN 960-527-274-1, Armos, Athen,  2003
- Für unser Europa mit Liebe, ISBN 960-328-219-7, Akritas, Athen,  2003
- Wie der Papst unfehlbar wurde, ISBN 960-7102-43-6, Protypes Thessalikes Ekdoseis, Trikala, 2002
- Quellen der Kirchengeschichte, ISBN 960-7102-43-6, Armos, Athen,  2001
- Kirche und Staat in der orthodoxen Tradition, ISBN 960-527-165-6, Armos, Athen,  2000
- Politik und Theologie, ISBN 960-7297-04-0, Tertios, Athen,  2000
- Orthodoxie und Hellenismus, ISBN 960-7956-21-4, Parousia, Athen,  1999
- Das theologische Zeugnis des kirchlichen Gottesdienstes, ISBN 960-7102-70-3, Armos, Athen,  1996
- Tradition und Entfremdung, ISBN 960-7217-04-7, Domos, Athen,  1961

Deutsch: 
- Leben im Leibe Christi: Christliche Spiritualität und materielle Welt, Georgios Metallinos, Edition Hagia Sophia, ISBN 978-3-96321-045-7, Wachtendonk, 2012
- Begegnung mit der Orthodoxie: Vorträge von dem Seminar für Orthodoxe Liturgie und Spiritualität, G. Metallinos, Johannes Panagopoulos, Ambrosius Backhaus, und Metropolit Irineos von Russisches Orthodoxes Kloster, ISBN 978-3926165091, Frankfurt, 1985
- Begegnung mit der Orthodoxie I, von Georgios Metallinos, Johannes Panagopoulos, Athanasios Jevti, und Gernot Seide von Russisches Orthodoxes Kloster, ISBN 978-3926165152, 2. Auflage, Frankfurt, 1990
- Begegnung mit der Orthodoxie II, von Johannes Panagopoulos, Georgios Metallinos, Athanasios Jevti, und Sorin Petcu von Russisches Orthodoxes Kloster, ISBN 978-3926165022, 2. Auflage, Frankfurt, 1987
- Begegnung mit der Orthodoxie III – Erfahrung und Wahrheit der Kirche: Vorträge von dem Seminar für Orthodoxe Liturgie und Spiritualität Frankfurt 1987 und 1976-77 von Johannes Panagopoulos, Georgios Metallinos, Athanasios Jevti, und Sorin Petcu', ISBN 978-3926165046, 2. Auflage, Frankfurt, 1988
- Begegnung mit der Orthodoxie IV – Theosis – die Vergottung des Menschen, von G Metallinos, Johannes Panagopoulos, Ambrosius Backhaus, und Metropolit Irineos, ISBN 978-3926165091, Frankfurt, 1989
- Begegnung mit der Orthodoxie V: Das Wesen der Liturgie, von Amfilohije Radovic, Johannes Panagopoulos, Georgios Metallinos, und A Backhaus, ISBN 978-3926165121, Frankfurt, 1990

Englisch:
- I confess One Baptism, ISBN 978-960-85542-0-7, St. Paul's Monastery, Holy Mountain, 1994